# Teoria de la reproducció

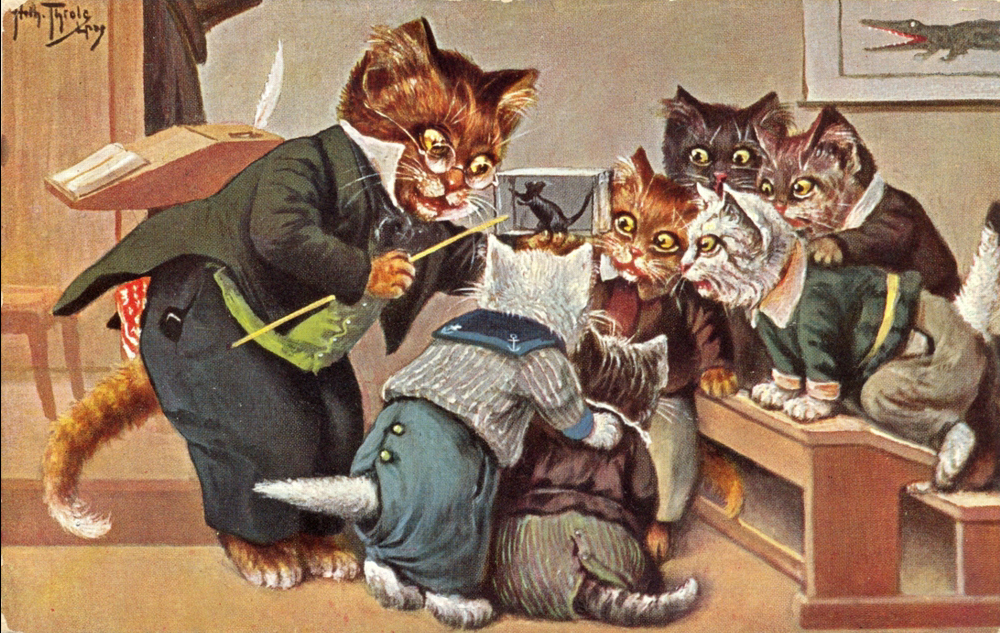
Obra de Carl Robert Arthur Thiele (1860-1936)

La teoria de la reproducció són un conjunt de teories pedagògiques desenvolupades en el marc de la sociologia de l'educació que entenen que l'educació és un mitjà mitjançant el qual es reprodueixen o perpetuen les relacions socials desiguals vigents. A diferència de les teories pedagògiques que projecten intervencions sobre l'educació, les teories de la reproducció només intenten descriure i explicar el funcionament de l'escola, destacant fonamentalment el seu paper en la reproducció de les desigualtats socials.
Aquestes teories van sorgir entre els anys 1960 i 1980, principalment a l'Estat francès i als Estats Units d'Amèrica, encara que la seva influència s'ha estès a la resta del món. El marc teòric en què se situen és el marxisme i altres corrents crítics de les desigualtats del capitalisme. Provenen de diversos camps disciplinaris, com ara la filosofia, l'economia, la sociologia o l'antropologia cultural.
Els principals exponents d'aquest corrent són Louis Althusser amb la seva teoria dels aparells ideològics d'Estat, Christian Baudelot i Roger Establet, els quals ofereixen dades empíriques per a sostenir la teoria d'Althusser amb investigacions sobre les «dues xarxes d'escolarització» a França, els estatunidencs Samuel Bowles i Herbert Gintis amb la seva «teoria de la correspondència», i Pierre Bourdieu, Jean-Claude Passeron i Basil Bernstein que posen l'èmfasi en la «reproducció cultural» i la importància del llenguatge com a mecanisme de reproducció.

## Desenvolupament
La tesi credencialista de Randall Collins critica fortament el funcionalisme quant a que l'expansió educativa respon a canvis en l'estructura productiva i a les noves necessitats ocupacionals. Aquesta tesi remarca que els grups socials dominants fan que l'educació sigui jerarquitzada i introdueixen canvis per a revalorar determinats títols i devaluar-ne d'altres. La inversió en el sistema educatiu es produeix per assolir posicions de poder, però el que realment passa és que els individus més qualificats no ocupen càrrecs que requereixin un elevat coneixement i ús tecnològic, sinó que ocupen llocs burocràtics del sector públic o en grans corporacions privades, però que no són posicions de màxim poder. En la teoria de la reproducció cultural introduïda per Bourdieu i Passeron, l'escola reprodueix la desigualtat i la dominació: la manera com s'exerceix la transmissió cultural explica que determinats grups tinguin garantia d'èxit o fracàs. L'escola fa servir violència simbòlica en el sentit que discrimina certs habitus, que són determinades disposicions culturals, i que filtren la selecció del «bon» alumnat. La violència simbòlica es duu a terme de la manera següent: l'escola considera com a universal el capital cultural dominant. Però a l'escola hi entren infants amb diferents capitals culturals i habitus, ja que provenen de diferents sectors socioeconòmics. Aleshores, l'escola, revestida de l'autoritat pedagògica que torna neutra aquesta distinció social, reprodueix la societat: a qui li ha anat bé segueix endavant amb els seus estudis (meritocràcia) i el subjecte que ha fracassat adopta el fracàs com a propi. Aquesta teoria és presa per alguns autors com una teoria del conflicte i no del funcionalisme crític. Això mena a la conclusió que els continguts i les pràctiques educatives són el resultat de la dominació d'unes classes sobre les altres a través de la imposició cultural d'una cultura qualificada erròniament com a universal.
Basil Bernstein afegeix a aquesta teoria una altra manera d'interpretació: els codis sociolingüístics. Per això es basa en dues tesis fonamentals.
1. Com els factors de classe regulen l'estructura de comunicació de la família i, per tant, l'orientació del codi sociolingüístic inicial de la infància (codi restringit).
2. Com els mateixos factors de classe regulen la institucionalització dels «codis elaborats» a l'educació, així com les formes de transició i de la seva manifestació.

D'aquesta manera, Bernstein explica la forma institucionalitzada de la reproducció cultural i els efectes que produeix a la consciència dels diferents grups socials. És per mitjà del llenguatge que l'ordre social s'interioritza i l'estructura social s'incorpora a l'experiència del subjecte. Així, la classe que pertany a la cultura dominant té un pensament més abstracte: un codi elaborat, i l'escola utilitza aquest codi per a tots els alumnes. D'això es dedueix que el fracàs escolar és pres com a conseqüència de decisions individuals, més que no pas del seu component de classe social. La teoria de Bernstein té un plantejament estructuralista, ja que l'accés a un o altre tipus de codi no depèn de les qualitats psicològiques del subjecte sinó de la seva posició en l'estructura social, que depèn, alhora, de la divisió del treball. La manera com el codi és adquirit i practicat depèn dels principis de control subjacents a les instàncies de control simbòlic.

## Crítiques
Partint del reconeixement de l'aportació d'aquestes teories per a analitzar la influència de les relacions econòmiques i les desigualtats entre les classes socials a l'èxit escolar, han sorgit diverses crítiques a aquest enfocament.
Les crítiques més recurrents són aquelles que fan referència a la impossibilitat, derivada d'una elecció metodològica estructuralista, de reconèixer la capacitat dels subjectes (tant educands com educadors) de reaccionar contra les imposicions del model dominant. Aquesta postura «reduccionista» impediria observar les contradiccions constants a les institucions educatives, ignorant que també l'educació és un àmbit de la lluita de classes. Una altra crítica comuna, efectuada com a extensió de la crítica general al marxisme, és la de l'«economicisme» o determinisme econòmic, per això s'entén la tendència a explicar tots els fenòmens socials com a causats per les condicions econòmiques.
Com a resposta a aquestes teories reproductivistes han sorgit les anomenades teories de la resistència, que principalment des d'un marc etnogràfic i sense rebutjar el marxisme pretenen introduir les contradiccions que l'estructuralisme no assenyalava. Els seus principals exponents són Paul Willis, Henry Giroux, Michael Apple i Angela McRobbie.